# Яснополянское сельское поселение (Челябинская область)
Яснополянское се́льское поселе́ние — муниципальное образование в Троицком районе Челябинской области Российской Федерации. В рамках административно-территориального устройства муниципальное образование  соответствует административно-территориальной единице Яснополянский сельсовет.
Административный центр — посёлок Ясные Поляны.

## История
Статус и границы сельского поселения установлены Законом Челябинской области от 28 октября 2004 года № 315-ЗО «О статусе и границах Троицкого муниципального района и сельских поселений в его составе»

## Население
| 2002  | 2010  | 2011  | 2012  | 2013  | 2014  | 2015  |
| ----- | ----- | ----- | ----- | ----- | ----- | ----- |
| 3727  | ↘1677 | ↘1675 | ↘1639 | ↗1645 | ↘1632 | ↘1565 |
| 2016  | 2017  | 2018  | 2019  | 2020  | 2021  |       |
| ↗1574 | ↘1536 | ↘1526 | ↘1514 | ↗1516 | ↗1654 |       |

## Состав сельского поселения
| № | Населённый пункт | Тип населённого пункта          | Население |
| - | ---------------- | ------------------------------- | --------- |
| 1 | Ляпино           | посёлок                         | ↗111      |
| 2 | Ясные Поляны     | посёлок, административный центр | ↘1566     |

### Упраздненные населённые пункты
Карский (в 2023)